# Artiste national de Thaïlande
Artiste national de Thaïlande (thaï : ศิลปินแห่งชาติ, Système général royal de transcription du thaï : Sinlapin Haeng Chat, API : [sǐn láʔ pin hɛ̀ːŋ tɕʰâːt]) est un titre décerné chaque année par le Bureau de la Commission nationale de la culture de Thaïlande, récompensant des artistes thaïlandais remarquables dans le domaine du patrimoine culturel immatériel tel que la littérature, les beaux-arts, les arts visuels, les arts appliqués (architecture, design) et les arts du spectacle (danse thaïe, danse internationale, marionnettes, théâtre d'ombres, musique thaïe, musique internationale, théâtre et film).
Depuis 1985, les distinctions honorifiques sont remises le 24 février, Journée nationale de l'artiste, en Thaïlande. Cette date a été choisie parce qu'elle correspond à la date de naissance du Bouddha Loetla Nabhalai, ou roi Rama II, qui était lui-même un artiste. En 1986, le roi Bhumibol Adulyadej, musicien, photographe et peintre accompli, a été nommé "artiste suprême".
Les artistes nationaux reçoivent 25 000 bahts par mois à vie, sauf si le prix est retiré. Ils ont également droit à une assurance maladie, aux frais d'obsèques et à une allocation de 150 000 bahts pour l'écriture d'une biographie ou d'une autobiographie.
Les œuvres perçues comme étant du plus haut niveau sont exposées dans la salle des artistes suprêmes.

## Récipiendaires
Liste non exhaustive :
- 1985 : Khuek-rit Pramot, Paew Snidvongseni
- 1986 : Kanha Khiangsiri
- 1987 : Vichit Kounavudhi, Payom Sinawat
- 1989 : Angkarn Kalayanapong
- 1990 : Suthep Wongkamhaeng
- 1992 : Khamsing Srinawk, Pongsri Woranuch
- 1995 : Chai Muengsingh
- 1997 : Waiphot Phetsuphan
- 1999 : Chonlathee Thanthong
- 2001 : Chatrichalerm Yukol, Thawan Duchanee
- 2004 : Chart Korbjitti
- 2008 : Sorapong Chatree
- 2009 : Seksan Prasertkul
- 2011 : Chalermchai Kositpipat
- 2012 : Plen Promdaen, Nongchanai Prinyathawat
- 2014 : Win Lyovarin, Chavalit Soemprungsuk
- 2019 : Petchara Chaowarat, Saneh Sangsuk
- 2021 : Sala Khunnawut